# Станіслав Ґольський
Станіслав Ґольський, гербу Роля (іноді Гульський; пол. Stanisław Golski (Gólski, Gulski), бл.1553 — 1612) — польський шляхтич, військовик, урядник в Українських землях Речі Посполитої. Воєвода подільський (з 1599-го), руський (з 1603-го).

## Життєпис

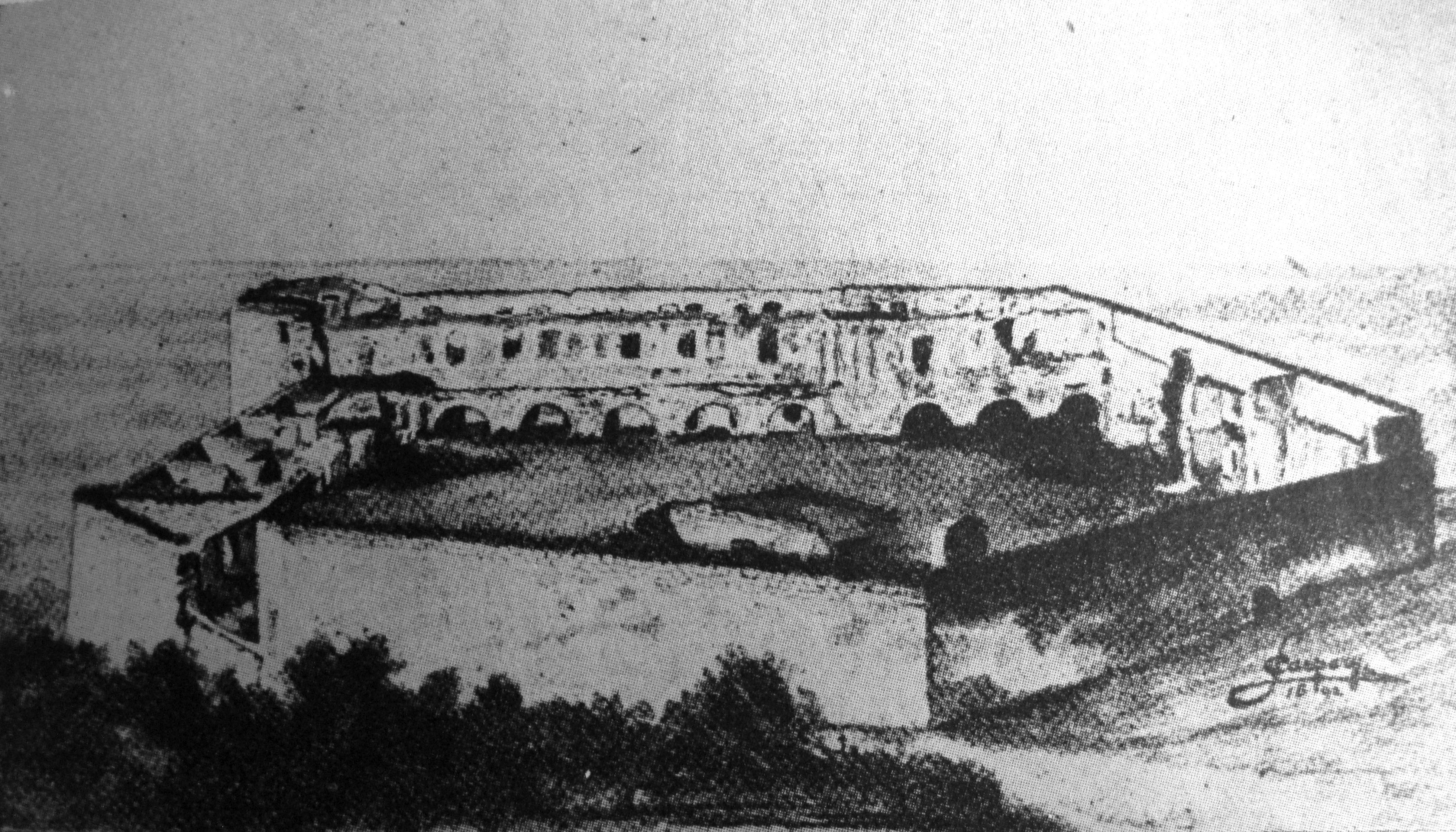
Чортківський «пентагон»

Військову службу розпочав рано; як королівський ротмістр (звання отримав за заслуги) у польсько-московській війні 1577–1582 років за Лівонію і Полоцьку землю. Служив у Куявії (польській), потім у кварцяному війську на теренах Поділля, брав участь у боях з татарами. Для недопущення нападу татар на землі Речі Посполитої канцлер коронний Ян Замойський відіслав його в лютому 1583 р. для перемовин до господаря Валахії Міхні ІІ Потурченого.
На початку березня 1592 року прибув до Фастова разом зі старостами: снятинським Миколаєм Язловецьким, черкаським Олександром Вишневецьким, брацлавським Якубом Струсем. Вони були призначені урядом комісарами як добрі знавці козацтва для розслідування його дій після початку повстання Косинського. З Фастова велись ними перемовини з козаками, які засіли в Трипіллі. Комісари кілька разів вимагали видати Кшиштофа Косинського, визнати розпорядження уряду та розійтись по домівках.
Семерій Наливайко через сильний татарський напад на Галичину та Прикарпаття через прорахунки коронного комадування волів «сточити битву з Ґольським, ніж з татарином». Як барський староста писав до сенаторів Речі Посполитої, що Наливайко «вчинив вторгнення… від Брацлава по… Теребовлю… держави Річ Посполиту полупив». Попереджав коронну владу про необхідність приборкання повсталих, «щоби та сваволя пожежею всіх не дійшла».
1595 р. Ґольський очолював посольство до Османської імперії. Посаду старости барського міг отримати після тестя Миколая Творовського-Бучацького, який був ним у 1571–1588. Брав участь у поході 1595-го гетьмана коронного Я. С. Замойського (якому був вірним бойовим товаришем) до Молдавії, коли господарем став Єремія Могила.
У час заколоту Миколая Зебжидовського у 1606—1609 роках проти посилення влади короля Сигізмунда III Вази виступав на стороні короля. У вирішальній битві під Ґузовим 5 липня 1607 разом з Яном Потоцьким командував корогвою по центру коронного війська.
Після цього здійснив подорож до Франції, Англії, Іспанії, Італії (1607–1611). Повернувшись до Речі Посполитої 1611 р., командував коронним військом замість хворого коронного гетьмана Станіслава Жолкєвського, займався відбудовою замку у Чорткові, зруйнованого 1610 р. татарами. Був гарантом збереження скарбу брацлавського воєводи Стефана Потоцького у своєму замку в Підгайцях, перевезеного туди Марією Амалією Могилянкою перед походом чоловіка в Молдавію в 1612 р., який став невдалим.
Був похований у костелі святого Станіслава при монастирі домініканців у Чорткові (збудували з його фундушу від 22 лютого 1610 р., за яким записав для його утримання село Шманьківці).
Портрет Станіслава Ґольського у 2009 р. перебував (ймовірно, й тепер) у костелі домініканців (Краків, вул. Столярська, недалеко від Вавелю, Базиліки Внебовзяття Пресвятої Діви Марії (Маріяцького костелу)).

### Уряди (посади)
Стражник польний коронний, каштелян галицький (1594 р.), староста барський, летичівський, воєвода подільський (до 1603), руський (1603—1612).

### Маєтності
Викупив у 1605 р. Підгайці (перетворив їх на свою родинну резиденцію) та Козову в коронного маршалка Миколая Вольського[джерело?]. Поступово став власником Бучача, Чорткова (з 1597), Вербова, які через авантюру його спадкоємця-брата Яна Ґольського (?—1613 — каштеляна кам'янецького або галицького) з дружиною Зоф'єю з Замєхова (Замєховською) зі згаданим скарбом зрештою, після численних судових суперечок, облоги Голгочого, підгаєцького замку перейшли до Стефана Потоцького. Був посідачем Трибуховець (поблизу Бучача, 1611 р.). Єжи Войцех Бучацький-Творовський в 1611 році продав йому різні маєтності.

### Шлюби
Уперше був одружений з Катажиною Творовською-Бучацькою — дочкою Миколая, внучкою Яна Творовського, ставши її другим чоловіком. Подружжя не мало дітей. У висліді одруження отримав маєтності в Барському старостві.
Вдруге (1610 р.) одружився з Анною з Потоцьких (1593—1623, пізніше Заславською, потім Корецькою) — донькою підчашого подільського, каштеляна кам'янецького Анджея (Єнджея) Потоцького, рідною сестрою «Ревери». Шлюб тривав недовго, також був бездітним. Від дружини отримав Оришківці, Гадинківці.